# گریت فالز (کارولینای جنوبی)
گریت فلز(به انگلیسی: Great Falls) شهری در ایالت کارولینای جنوبی کشور ایالات متحده آمریکا است که جمعیت آن در سرشماری سال ۲۰۱۰ میلادی، ۱٬۹۷۹ نفر بوده‌است.